# Jing Csang
Jing Csang (hagyományos kínai: 應瑒; egyszerűsített kínai: 应玚; pinjin (pinyin) hangsúlyjelekkel: Yīng Chàng; magyar népszerű: Jing Csang; kiejtésváltozat: Jing Jang (Ying Yang); adott neve: Jing Tö-lien (Ying Delian) 德璉 / 德琏; (Zsunan (Runan) 汝南, 190 előtt – 217) kínai költő, író, Jing Csü (Ying Ju) bátyja.

## Élete
Tehetségét Cao Cao és köre hamar felismerte, és magas hivatalt ért el annak udvarában. Vang Can (Wang Can)nal, Csen Lin (Chen Lin)nel, Hszü Kan (Xu Gan)nal, Liu Csen (Liu Zhen)nel, Kung Zsung (Kong Rong)nal és Zsuan Jü (Ruan Yu)val alkották a Csien-an (Jian'an) kor hét költője néven ismert költőcsoportot. Az irodalmi művek ebben a korszakban elsősorban a társadalmi nyugtalanságot tükrözték, a szerzők igyekeztek hozzájárulni az ország és a nemzeti egység megteremtéséhez. Miután költőbarátaival együtt kegyvesztett lett, Cao Cao feltehetőleg kivégeztette.
Költeményei közül kevés maradt meg, de Ven cse lun (Wen zhi lun) („Tanulmány az irodalom lényegéről”) című munkája a leíró próza egyik kiemelkedő darabja. Cao Pi Irodalmi társalgás c. művében így jellemzi Jing Jang (Ying Yang)ot: „Jing Jang (Ying Yang) kellemes, de nem erőteljes”.